# Dodge M80
De Dodge M80 was een conceptauto van DaimlerChrysler onder diens Amerikaanse merk Dodge. De M80 was een compacte vierwielaangedreven pick-up die in 2002 werd voorgesteld op het autosalon van Detroit. De auto was geïnspireerd op Dodge' vroegere pick-ups. Met de 20-duimsbanden is de M80 ook een zeer geschikte terreinauto. Onder de motorkap een 3,7 liter V6 van 210 pk gekoppeld aan een manuele vijfversnellingsbak.